# Disturbios de Dusambé de 1990
Los disturbios de Dusambé de 1990 fueron una serie de levantamientos antigubernamentales ocurridos en Dusambé, la capital de Tayikistán, en la Unión Soviética entre el 12 y el 14 de febrero de 1990. 

## Antecedentes
Como consecuencia de las persecuciones y los disturbios anti-armenios sucedidos en 1988 en Azerbaiyán, 39 personas de la comunidad armenia buscaron refugio y se instalaron temporalmente en Dusambé.
Hacia 1990, la presencia de los refugiados armenios dio origen a una serie de rumores que provocaron finalmente los disturbios. Según esos rumores el número de refugiados armenios eran, aproximadamente, entre 2500 y 5000 personas. Se afirmaba que los refugiados habían sido ubicados en unidades habitacionales nuevas en la ciudad de Dusambé, a pesar de que esa ciudad sufría problemas debido a la escasez de viviendas.
 Las protestas continuaron y resultaron inútiles los intentos oficiales por detener la ola de rumores. Los manifestantes rechazaron las expresiones del primer secretario del Partido Comunista Qahhor Mahkamov, quien aseguraba que la población armenia no se estaba reubicando.
Poco tiempo después, con el apoyo del movimiento nacionalista Rastokhez, los manifestantes iniciaron acciones violentas. Reclamaron cambios radicales en cuestiones políticas y económicas y cometieron actos de vandalismo contra edificios gubernamentales, locales comerciales y otros edificios. Los actos de violencia tuvieron como objetivo a personas de las comunidades armenias, rusas y de otras minorías étnicas. Las mujeres tayikas, que usaban ropa europea en público, fueron víctimas de abusos. 
Mahkamov convocó a las tropas soviéticas, quienes finalmente lograron controlar la situación y poner fin a los disturbios. La dependencia que Qahhor Mahkamov evidenció respecto al ejército soviético fue duramente criticada por Buri Karimov, miembro del Consejo de Ministros, que exigió la renuncia de los líderes del Partido Comunista de la República Socialista Soviética de Tayikistán. El 14 de febrero, Qahhor Mahkamov y el primer ministro de Tayikistán, Ezatolloh Khayeyev, presentaron sus renuncias, pero el Comité Central del Partido Comunista de la RSS de Tayikistán no las aceptó.
Durante los disturbios en Dusambé, fueron asesinadas 26 personas y otras 565 resultaron heridas en un periodo de dos días. Entre los jóvenes activistas de Tayikistán, sometidos a juicio y condenados por su participación en los disturbios, estaba Yakub Salimov, futuro ministro del interior de Tayikistán.
En Turkmenistán, otra república soviética de Asia central, también se registraron disturbios de menor magnitud.